# 디플로머시 (게임)
디플로머시(Diplomacy)는 앨런 B. 칼해머(Allan B. Calhamer)가 1954년에 제작하여 1959년 미국에서 상업적으로 출시된 전략 보드 게임이다. 대부분의 보드 전쟁 게임과의 주요 차이점은 협상 단계이다(플레이어는 다른 플레이어와 동맹을 형성하고 배신하는 데 많은 시간을 보냄). 그리고 무작위 효과를 생성하는 주사위 및 기타 게임 요소가 없다. 제1차 세계대전이 일어나기 전 유럽을 배경으로 하는 디플로머시는 2~7명의 플레이어가 플레이하며, 각 플레이어는 유럽의 주요 강국(또는 더 적은 수의 플레이어일 경우 여러 강국)의 군대를 통제한다. 각 플레이어는 소수의 시작 유닛을 이동하고 다른 시작 유닛을 물리쳐 지도에 "공급 센터"(supply centers)로 표시된 대부분의 전략적 도시와 지방을 점령하는 것을 목표로 한다. 이러한 공급 센터를 통해 이를 제어하는 플레이어는 더 많은 유닛을 생산할 수 있다. 각 플레이어 협상 라운드에 따라 각 플레이어는 공격 및 지원 명령을 내릴 수 있으며, 이는 이동 단계에서 실행된다. 공격하는 지역을 지원하라는 명령을 받은 지역의 수가 방어하는 지역을 지원하라는 명령을 받은 지역의 수를 초과하면 플레이어는 지역을 장악하게 된다.
외교는 우편(PBM)으로 플레이할 수 있는 최초의 상용 게임이었다. 공개 도메인에 있는 체스만이 이전에 상당한 우편 플레이를 보였다. 디플로머시는 또한 아마추어 팬진과 함께 활동적인 취미 장면을 생성한 최초의 상업적으로 출판된 게임이었다. SF, 판타지, 만화 팬덤만이 팬진을 더 일찍 보았다. 1970년대부터 경쟁적인 대면 외교 토너먼트가 개최되었다. 이메일을 통한 외교플레이(PBEM)는 1980년대 후반부터 널리 확산됐다.
디플로머시는 게임스 리서치(Games Research), 아발론 힐(Avalon Hill) 및 해즈브로를 통해 미국에서 출판되었다. 이 이름은 현재 Hasbro Avalon Hill 사업부의 등록 상표이다. 디플로머시는 또한 다른 국가에서 출판할 수 있도록 다양한 회사에 라이선스가 부여되었다. 외교는 컴퓨터나 인간 게임마스터의 판단을 받아 인터넷에서도 진행된다.